# 中野理絵
中野 理絵（なかの りえ、1973年1月3日 -  ）は、1990年代前半に活躍した日本の元アイドル。奈良県出身。堀越高等学校卒業。

## 来歴・人物
モモコクラブ出身（桃組No.2864）。1989年に「スーパーアイディストコンテスト」でグランプリ獲得。芸能界引退後は故郷の奈良に在住。

## プロフィール
- 血液型：A型
- 身長：158cm
- 体重：42kg
- バスト：78cm
- ウエスト：58cm
- ヒップ：85cm

## 出演作品

### 映画
- パンツの穴 本牧ベイでクソくらえ（1990年） - 栗岡理絵 役
- けっこう仮面2（1992年） - 高橋真弓 役
- のぞき屋稼業（1993年）

### ドラマ
- 熱い胸さわぎ 第1章 Bye Bye My Love（1992年4月、TBS）
- 白鳥麗子でございます!2 第3話「うわさ話に弱い」（1993年、フジテレビ）
- 月曜ドラマスペシャル「向田邦子新春シリーズ10周年記念作品・いとこ同志」（1994年1月10日、TBS）
- 金曜ドラマ「適齢期」（1994年、TBS）

### CM
- ライオン「ページワン・クール」（1991年） ※渡辺満里奈と共演

## 写真集・グラビア
- unForgettable（1992年、学研）
- GREED（1994年、英知出版）
- DELUXEマガジン
- VIDEO スコラ nu!（スコラ）
- アイドル黄金伝説 中野理絵（2003年、DVD）上記作品の復刻版

## ディスコグラフィー

### シングル
1. 天使のカウントダウン / WARIKAN（1990年6月1日）
2. MIS-KISS / ああ、カンチガイ（1990年10月21日）

### アルバム
1. ボーダーレス（1990年9月1日）2014年に復刻発売